# Junta Local de Defensa Passiva de Barcelona
La Junta Local de Defensa Passiva de Barcelona (JLDPB) es va constituir el 25 d'agost de 1937 en compliment de l'acord del Comitè Municipal Permanent de 19 d'agost del mateix any. Prèviament, el 9 de juny de 1937 un decret de Presidència de la Generalitat de Catalunya va crear la Junta de Defensa Passiva de Catalunya i, el 28 de juny d'aquell mateix any, es van crear els Comitès Provincials i Locals de Defensa Passiva. Entre les seves competències hi havia l'allistament de personal civil, la regulació del trànsit i els sistemes de llums i senyals d'alarma de la ciutat de Barcelona. Fou presidida per Josep Escofet, i era depenent de la comissió d'Urbanisme i Obres de l'Ajuntament de Barcelona, amb el seu conseller regidor en cap, Manuel Muñoz Diez. Aquest ens s'encarregà del procés d'allistament del personal civil necessari per a la construcció dels refugis, disposar de brigades de neteja i desenrunament, i la regulació del trànsit i els sistemes d'alarmes de la ciutat. A més havia de tenir cura per tots els refugis construïts o habilitats per l'Ajuntament, com els de la Junta Local de Barcelona i els construïts per iniciativa ciutadana.

## Història

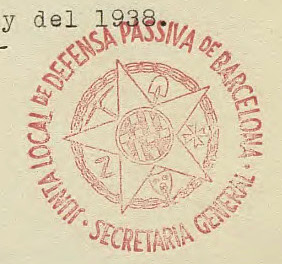
Segell de la Secretaria General de la Junta Local de Defensa Passiva de Barcelona

El 28 de juny de 1937, el govern de la República espanyola va emetre un decret, publicat a la Gaceta de la República de 29 de juny de 1937, pel qual es creaven els Comitès Provincials i Locals de Defensa Passiva. El decret especificava que els comitès locals estaran formats pel «Jefe de la Defensa Especial contra Aeronaves Local, como presidente; por el Alcalde, que será el presidente donde no haya Jefe de la Defensa Especial contra Aeronaves Local, por un Técnico Municipal, un Médico, un Farmacéutico o Químico o persona especializada en gases de guerra, un militar en activo o retirado donde no haya Jefe de la Defensa Especial contra Aeronaves Local; un representante de la prensa y un secretario».
Lluís Companys, president de la Generalitat de Catalunya, va emetre un decret, l'11 d'agost de 1937, pel qual es constituïen les Juntes de Defensa Passiva Locals i de Vegueria. Segons aquest document, les primeres havien d'estar compostes per «l'Alcalde o un seu Delegat, el Cap Militar o un Delegat per ell, el Cap d'Ordre Públic o un Delegat per ell, Arquitecte o Enginyer Municipal o un Delegat d'aquests serveis, el Metge Municipal o Delegat d'aquest servei per la Direcció General de Sanitat, un representant dels organismes UGT, CNT, ERC i un Secretari nomenat per l'Ajuntament».
Però ja des del setembre de 1936, l'Ajuntament de Barcelona, en coordinació amb les Instruccions per al cas de bombardeig aeri publicades per la Generalitat el 21 de setembre d'aquell any, havia creat un primer Servei de Defensa Passiva Antiaèria amb l'objectiu de difondre a través d'opuscles, conferències, xerrades i emissions radiofòniques com calia actuar davant dels atacs aeris. La Comissió d'Urbanisme i Obres, sota la direcció del conseller regidor cenetista Manuel Muñoz Díez, va ser l'encarregada d'engegar aquest primer servei que va oferir assessorament, va regular la construcció de refugis veïnals en forma de galeria de mina, va iniciar l'excavació dels 24 primers refugis i es va encarregar de la construcció d'una desena de refugis més grans.
L'agost de 1937, i a partir de la tasca de Muñoz Díez, es va redactar la memòria de l'anomenada Defensa Passiva Antiaèria, i entre octubre del 1937 i gener del 1938 es van definir els cursos i les indicacions de caràcter general, sobre els efectes dels gasos, primers auxilis i tasques sanitàries i de salvament.

## Competències
En el decret de Lluís Companys de 9 de juny de 1937, que crea la Junta de Defensa Passiva de Catalunya (JDPC), s'indica que tindrà com a missió «prendre totes les mesures encaminades a la protecció de la població civil contra tot possible atac aeroquímic, aeri o marítim, auxiliar-la en tots aquests casos, disposant la construcció de tots els refugis que s'estimin necessaris, la continuació dels començats que siguin útils, llur conservació i llur vigilància».
La JDPC, que depenia del Departament de Treball de la Generalitat, es va estructurar en tres secretaries: la de Plans i Obres —va reconduir les iniciatives de construcció de refugis i es va dedicar a l'assaig i experimentació de materials i l'estudi dels efectes de les destruccions—, la de Sanitat i Serveis Z —responsable dels serveis sanitaris, salvament i protecció contra la guerra química— i la de Senyals i Alarmes, que registrava totes les alarmes i els atacs.
Unes competències que van ser replicades en l'àmbit local i, per això, tot i que la construcció de refugis va ser un dels aspectes més importants que va assumir, la JLDPB també es va ocupar d'allistar personal civil; el control de les evacuacions; l'apuntalament i enderroc d'urgència i el desenrunament per a la recerca de ferits i morts; la recollida de ferits i gasats; l'adquisició, comprovació, conservació i subministrament d'aparells de protecció individuals contra els gasos i de ventilació i filtratge de l'aire per als refugis; la instrucció i l'entrenament; la recepció d'alarmes i la seva transmissió; la col·locació d'avisos i bans i la vigilància de l'enllumenat públic i privat, a més del reglament d'ús dels refugis; el reclutament, la instrucció i la distribució de voluntaris i la gestió de les tasques administratives derivades de la seva activitat.

## Tipus de refugis
El 12 de juny de 1937 l'Ajuntament de Barcelona va aprovar i iniciar una campanya de construcció de refugis antiaeris, tot i que ja n'hi havia alguns de construïts o en procés de construcció. En un primer moment, el regidor d'Urbanisme i Obres, Manuel Muñoz Díez, s'encarregava de facultar la construcció de refugis mitjançant l'Agrupació Col·lectiva de la Construcció de Barcelona. Després, amb la creació de les juntes locals de Defensa Passiva, aquesta tasca va recaure en la JLDPB.
La JLDPB havia de vetllar per tots els refugis, tant els construïts per l'Ajuntament, com els de la mateixa Junta i els construïts pels habitants de la ciutat. Des d'un primer moment, la JLDPB va aprofitar espais de què disposava la ciutat com els passadissos del metro i del ferrocarril. A mesura que els bombardejos es van intensificar, es va acordar la construcció de més refugis nous.
Els tipus de refugis antiaeris de la Guerra Civil a Barcelona van ser els següents:
- Refugis en túnels de ferrocarrils i metros.
- Refugis tipus claveguera construïts per l'Ajuntament.
- Refugis en galeria de mina construïts pels veïns.
- Refugis per habilitació de soterranis i plantes baixes.
- Refugis col·lectius executats per l'Ajuntament.
- Refugis en fàbriques i tallers construïts per les empreses

Tant la JLDPB com les juntes de la resta de Catalunya havien de disposar de brigades de desenrunament i de personal qualificat, a més dels serveis d'alarma i assistencial, però si bé això es va aconseguir a Barcelona, no va ser possible en altres poblacions catalanes.
Ja el juny de 1937 els Serveis Tècnics de la Conselleria d'Urbanització i Obres havien publicat el llibre Refugis, que contenia instruccions de seguretat per construir refugis, adreçades tant als tècnics com als obrers de la construcció i als ciutadans que van participar en la construcció dels refugis. [11] La prolongació de la Guerra Civil i la intensitat dels bombardejos tant marítims com aeris van provocar que la construcció dels refugis fos més acurada i estiguessin dotats de millors condicions de seguretat, ventilació, il·luminació, comoditat i higiene.
Per a la construcció de refugis en edificis particulars duts a terme pels mateixos veïns, la JLDPB va facilitar assessorament tècnic, maons procedents d'enderrocs de les esglésies incendiades, portes de ferro o fusta, bigues, taulons, taules, bancs, travesses de ferrocarrils, eines, maquinària, corrent elèctric i fanals.

## Documentació
La documentació de la Junta Local de Defensa Passiva de Barcelona (JLDPB) es custodia a l'Arxiu Municipal Contemporani de Barcelona (AMCB) des dels anys 2004-2006 i aplega la documentació generada per la Comissió de Defensa Passiva Antiaèria, la Junta Local de Defensa Passiva i la Ponència de Refugis, que va actuar amb posterioritat a la Guerra Civil espanyola. Inclou 28 caixes de documentació, una carpeta amb 44 dibuixos i 5 plànols, i es pot dividir en dues grans agrupacions: d'una banda, Comissió de Defensa Passiva Antiaèria i Junta Local de Defensa Passiva (1936-1939) i, de l'altra, Ponència de Refugis (1939-1963).

### Sèrie documental
La documentació de la Junta Local de Defensa Passiva de Barcelona abraça des del 1936 fins al 1963 i està format per 28 caixes de documentació —classificada en tres àmbits: bombardejos, construcció i funcionament dels refugis durant la guerra i les intervencions efectuades durant la postguerra per part de la Ponència de Refugis—, 1 carpeta amb 44 dibuixos originals per a publicacions informatives i 5 plànols amb la ubicació dels refugis, els impactes dels bombardejos, les runes. Va ingressar a l'AMCB mitjançant dues transferències, la primera el 2004 procedent del Servei del Pla de la Ciutat, i la segona el 2006 dels Serveis Urbans i Medi Ambient, sense l'ordre original, i es pot dividir en dues grans sèries que són les següents:
Defensa Passiva Antiaèria i Junta Local de Defensa Passiva (1936-1939)
- Documentació sobre l'organització i el funcionament intern (memòries, actes de les reunions, oficis, notes, esborranys, pressupostos, control de despeses, relació de personal, nòmines).
- Instruccions a la població sobre la protecció contra els obusos, les bombes explosives i els diferents tipus de gasos, i sobre la construcció de trinxeres i de refugis privats i col·lectius.
- Formació sobre evacuació, primers auxilis als ferits i protecció d'edificis.
- Control de bombardejos, dels ferits i dels morts i de les finques afectades.

Ponència de Refugis (1939-1963)
- Tancament d'accessos a pous cegats, refugis, desenrunament i transports de les terres dels refugis i dels edificis enderrocats, obres de pavimentació dels carrers.
- Elaboració d'instruccions i circulars sobre la defensa passiva de la ciutat (edificis i locals destinats al lleure i serveis públics), elaborades per la Jefatura Nacional de Defensa Pasiva.
- Senyalització dels refugis privats i públics existents en previsió de caiguda de bombes aèries, construcció de nous refugis, cens dels existents, control del servei d'escombraries per retirar les runes produïdes pels bombardejos, apuntalament d'edificis.